# Kerria mengdingensis
Kerria mengdingensis (лат.) — вид полужесткокрылых насекомых-кокцид рода Kerria из семейства лаковых червецов Kerriidae.

## Распространение
Китай.

## Описание
Мелкие лаковые червецы (длина около 2 мм). Каждый маргинальный пучок каналов состоит из 70-75 каналов; расстояние между передним дыхальцем и брахиальной пластиной 17-34 мкм. Анальный бугорок (супраанальная пластинка) сокращенный, длина примерно равна ширине или шире, чем длина. Питаются соками растений.